# Sainte-Eulalie (Cantal)
Sainte-Eulalie ist eine französische Gemeinde mit 231 Einwohnern (Stand 1. Januar 2022) im Département Cantal in der Region Auvergne-Rhône-Alpes (vor 2016 Auvergne). Sie gehört zum Kanton Mauriac im Arrondissement Mauriac.

## Lage
Sainte-Eulalie liegt etwa 26 Kilometer nordnordwestlich von Aurillac an der Maronne.
Nachbargemeinden sind Ally im Nordwesten und Norden, Drugeac im Norden, Saint-Martin-Valmeroux im Osten, Saint-Cirgues-de-Malbert im Süden, Besse im Südwesten sowie Pleaux im Westen.

## Bevölkerungsentwicklung
| Jahr                       | 1962 | 1968 | 1975 | 1982 | 1990 | 1999 | 2011 | 2019 |
| -------------------------- | ---- | ---- | ---- | ---- | ---- | ---- | ---- | ---- |
| Einwohner                  | 433  | 400  | 315  | 273  | 225  | 219  | 204  | 229  |
| Quellen: Cassini und INSEE |      |      |      |      |      |      |      |      |

## Sehenswürdigkeiten

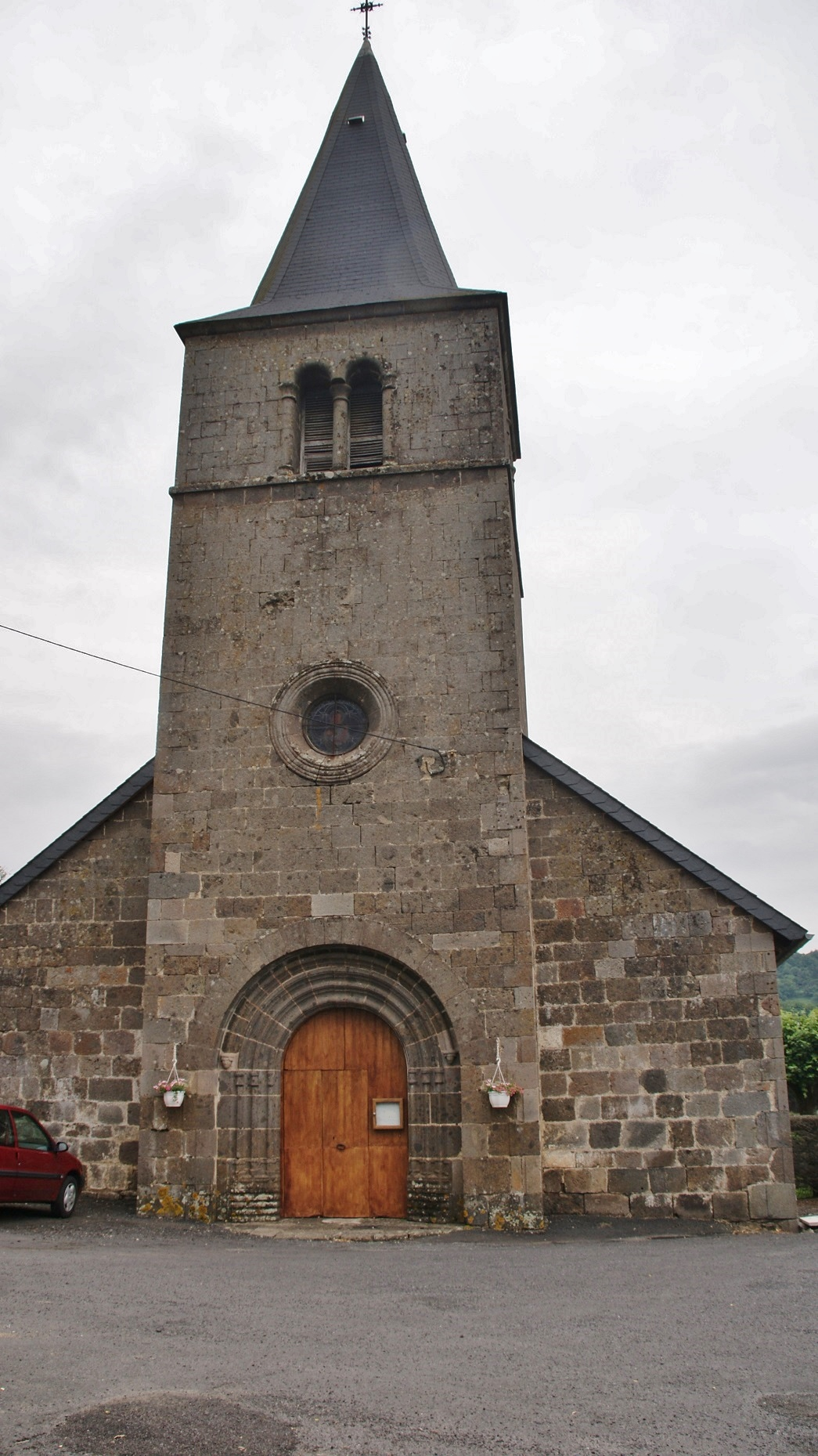
Kirche Saint-Laurent

- Kirche Saint-Laurent